# Svjetsko prvenstvo u reliju 1974.
Svjetsko prvenstvo u reliju 1974. bila je druga sezona Fédération Internationale de l'Automobile (FIA) Svjetskog prvenstva u reliju (engl. WRC).
Broj utrke u sezoni značajno je smanjen u odnosu na prvu sezonu, na samo osam utrka. To je bila jedina sezona kada u kalendaru Svjetskog prvenstva u reliju nisu bili Reli Monte Carlo i Švedski Reli koji su prisutni od početka do danas (2007.) i jedina koja je imala dvije utrke u Sjevernoj Americi.
Alpine-Renault nije uspio ponoviti uspjeh iz prošle sezone. Talijanski proizvođači Lancia i Fiat borili su se za titulu kroz sezonu, a Lancia je na kraju bila uspješnija. Ford Escort uspio je pobijediti na nekoliko utrka i tako osigurati Fordu treće mjesto kao i prethodne sezone.
Od sezone 1973. do 1978. u natjecanju Svjetskog prvenstva bili su samo proizvođači. Pojedini proizvođač je osvojio bodove na kraju utrke samo od najviše plasiranoga vozača, dok mu se bodovi koji su osvojili ostali vozači njegovih automobila nisu pribrajali. Ipak su pojedinim proizvođačima koristila i osvojena ostala mjesta među dobitnicima bodova, tako što su time sprečavali ostale momčadi da osvoje bodove.
Dodijela bodova prema plasmanu:
- 1. mjesto:  20 bodova
- 2. mjesto:  15 bodova
- 3. mjesto:  12 bodova
- 4. mjesto:  10 bodova
- 5. mjesto:  8 bodova
- 6. mjesto:  6 bodova
- 7. mjesto:  4 boda
- 8. mjesto:  3 boda
- 9. mjesto:  2 boda
- 10. mjesto:  1 bod

## Prvenstvo
| Poredak | Proizvođač     | Utrka | Utrka | Utrka | Utrka | Utrka | Utrka | Utrka | Utrka | Ukupno bodova |
| Poredak | Proizvođač     | POR   | KEN   | FIN   | ITA   | CAN   | USA   | GBR   | FRA   | Ukupno bodova |
| ------- | -------------- | ----- | ----- | ----- | ----- | ----- | ----- | ----- | ----- | ------------- |
| 1.      | Lancia         | -     | 12    | -     | 20    | 20    | 10    | 12    | 20    | 94            |
| 2.      | Fiat           | 20    | 1     | 12    | 15    | -     | 15    | -     | 6     | 69            |
| 3.      | Ford           | 2     | 2     | 20    | -     | 10    | -     | 20    | -     | 54            |
| 4.      | Toyota         | 10    | -     | -     | -     | 12    | -     | 10    | -     | 32            |
| 5.      | Alpine-Renault | 6     | -     | -     | -     | -     | 8     | -     | 15    | 29            |
| 6.      | Datsun         | 8     | 10    | -     | -     | 8     | -     | 2     | -     | 28            |
| 7.      | Porsche        | -     | 15    | -     | 8     | -     | 4     | -     | -     | 27            |
| 8.      | Opel           | -     | -     | 3     | 12    | -     | -     | 8     | 4     | 27            |
| 9.      | Saab           | -     | -     | 10    | -     | -     | -     | 15    | -     | 25            |
| 10.     | Renault        | -     | -     | -     | -     | -     | 20    | -     | 3     | 23            |
| 11.     | Mitsubishi     | -     | 20    | -     | -     | -     | -     | -     | -     | 20            |
| 12.     | Volvo          | -     | -     | -     | -     | -     | 1     | 6     | -     | 7             |
| 13.=    | BMW            | 4     | -     | -     | -     | -     | -     | -     | -     | 4             |
| 13.=    | Peugeot        | -     | 4     | -     | -     | -     | -     | -     | -     | 4             |
| 15.     | Citroën        | 3     | -     | -     | -     | -     | -     | -     | -     | 3             |
| 16.     | Alfa Romeo     | -     | -     | -     | -     | -     | -     | -     | 1     | 1             |

## Utrke
|               |                 |                           |
| Crno = Asfalt | Smeđe = Šljunak | Crveno = Miješana podloga |

| Naziv relija                   | Početak-kraj datum           | Vozači na podiju (Vremena na kraju)                                                                      | Automobili na podiju                                                          |
| ------------------------------ | ---------------------------- | --- | ----------------------------------------------------------------------------- |
| 7o TAP Rallye de Portugal      | 20. – 23. ožujka             | 1. Raffaele Pinto (6h:26m:15s) 2. Alcide Paganelli (6h:30m:12s) 3. Markku Alén (6h:37m:17s)              | 1. Fiat Abarth 124 Rallye 2. Fiat Abarth 124 Rallye 3. Fiat Abarth 124 Rallye |
| 22nd East African Safari Rally | 11. – 15. travnja            | 1. Joginder Singh (+11m:18s kazna) 2. Björn Waldegard (+11m:46s kazna) 3. Sandro Munari (+12m:22s kazna) | 1. Mitsubishi Colt Lancer 2. Porsche 911 3. Lancia Fulvia 1.6 Coupé HF        |
| 24th 1000 Lakes Rally          | 2. – 4. kolovoza             | 1. Hannu Mikkola (3h:11m:42s) 2. Timo Mäkinen (3h:12m:13s) 3. Markku Alén (3h:13m:52s)                   | 1. Ford Escort RS1600 2. Ford Escort RS1600 3. Fiat Abarth 124 Rallye         |
| 16o Rallye Sanremo             | 2. – 5. listopada            | 1. Sandro Munari (9h:12m:43s) 2. Giulio Bisulli (9h:20m:30s) 3. Alfredo Fagnola (9h:56m:09s)             | 1. Lancia Stratos 2. Fiat Abarth 124 Rallye 3. Opel Ascona                    |
| 3rd Rally Rideau Lakes         | 16. – 20. listopada          | 1. Sandro Munari (294.53) 2. Simo Lampinen (296.84) 3. Walter Boyce (307.77)                             | 1. Lancia Stratos HF 2. Lancia Beta Coupé 3. Toyota Celica                    |
| 26th Press-on-Regardless Rally | 30. listopada - 3. studenoga | 1. Jean-Luc Thérier (5h:29m:47s) 2. Markku Alén (5h:35m:10s) 3. Jean-Pierre Nicolas (5h:35m:49s)         | 1. Renault 17 Gordini 2. Fiat Abarth 124 Rallye 3. Renault 17 Gordini         |
| 23rd Lombard RAC Rally         | 16. – 20. studenoga          | 1. Timo Mäkinen (8h:02m:39s) 2. Stig Blomqvist (8h:04m:19s) 3. Sandro Munari (8h:11m:55s)                | 1. Ford Escort RS1600 2. Saab 96 V4 3. Lancia Stratos HF                      |
| 18eme Tour de Corse            | 30. studenoga - 1. prosinca  | 1. Jean-Claude Andruet (4h:49m:10s) 2. Jean-Pierre Nicolas (4h:52m:38s) 3. Jean-Luc Thérier (5h:12m:09s) | 1. Lancia Stratos HF 2. Alpine-Renault A110 1800 3. Alpine-Renault A310       |